# Лорет Шарпі
Лорет Шарпі (фр. Lorette Charpy, нар. 3 грудня 2001, Анноне) — французька гімнастка. Учасниця чемпіонатів світу, призерка чемпіонатів Європи та Європейських ігор.

## Біографія
Народилась в Анноне. Батьки є тренерами, тому разом з двома старшими сестрами з дитинства відвідувала спортивні секції. Пробувала теніс, дзюдо, танці, але найбільше задоволення отримувала від спільних тренувань разом з сестрами в гімнастичному залі під керівництвом мами. Старша сестра Серена виступала на національному юнацькому рівні, з 2016 року навчається в медичному університеті. Сестра Грейс була членкинею дорослої збірної Франції.
Лорет після завершення спортивної кар'єри мріє стати фізіотерапевтом.
Має талісман: синю статуетку, яку з Єгипту привіз попередній тренер Мюрієль Каваллеро.

## Спортивна кар'єра
З дворічного віку почала відвідувати спортивну гімнастику в місті Сен-Вальє.

#### 2017
Дебютувала в дорослій збірній Франції.
На чемпіонаті світу, що проходив у жовтні в Монреалі, в кваліфікації багатоборства посіла 76 місце, до фіналів в окремих видах не кваліфікувалась.

#### 2018
На чемпіонаті Європи в Глазго, Велика Британія, виграла срібло в команді, на різновисоких брусах продемонструвала шостий результат.
В серпні на тренуванні отримала численні переломи обличчя після падіння з різновисоких брусів, була прооперована, пропустила спільний тренувальний збір зі збірною Сполучених Штатів Америки.
В Досі, Катар, на чемпіонаті світу разом з Джульєт Боссу, Марін Буає, Мелані де Хесус дус Сантус та Луїзою Ванхіль посіла п'яте місце, що стало найкращим результатом в історії жіночої збірної Франції. В фіналі багатоборства стала 16.

#### 2019
У квітні на чемпіонаті Європи здобула бронзову нагороду у вправі на колоді.
На ІІ Європейських іграх у Мінську, Білорусь, в фіналі багатоборства виборола срібну нагороду, в фіналах різновисоких брусів та колоди посіла шості місця.
На чемпіонаті світу 2019 року у командному фіналі разом з Марін Буає, Алін Фрієз, Мелані де Хесус дус Сантус та Клер Понтлево посіли п'яте місце, чим не лише повторили найкращий результат в історії жіночої збірної Франції, але й здобули командну олімпійську ліцензію на Літні Олімпійські ігри 2020 у Токіо, Японія.

#### 2020
Брала участь у Кубку Америки зі спортивної гімнастики 2020, що є першим з чотирьох етапів Кубка світу з багатоборства 2020, на яких буде розіграно три олімпійські ліцензії, де посіла восьме місце та принесла команді 30 очок у відборі.

#### 2021
2 березня на тренуванні отримала важку травму коліна (розрив передньої хрестоподібної зв'язки коліна), яка позбавляє участі в Літніх Олімпійських іграх у Токіо, Японія. Після відновлення спортсменка планує продовжити спортивну кар'єру для участі в наступних Літніх Олімпійських іграх 2024 в Парижі, Франція.

## Результати на турнірах
| Рік  | Змагання                 | КБ | ІБ | Опорний стрибок | Різновисокі бруси | Колода | Вільні вправи |
| ---- | ------------------------ | -- | -- | --------------- | ----------------- | ------ | ------------- |
| 2018 | Чемпіонат Європи         | 2  |    |                 | 6                 |        |               |
| 2018 | Чемпіонат світу          | 5  | 16 |                 |                   |        |               |
| 2019 | Чемпіонат Європи         |    | 8  |                 | 6                 | 3      |               |
| 2019 | Європейські ігри         |    | 2  |                 | 6                 | 6      |               |
| 2019 | Чемпіонат світу          | 5  |    |                 |                   |        |               |
| 2020 | American Cup             |    | 8  |                 |                   |        |               |
| 2020 | Тестові змагання Франції |    | 2  |                 |                   |        |               |
| 2022 | Кубок світу в Баку       |    |    | 1               |                   | 2      | 6             |